# Kurt Weber (Maler)
Kurt Weber (* 20. Oktober 1893 in Weiz; † 30. Mai 1964 in Wagna) war ein österreichischer Maler und Grafiker.

## Leben und Werk
Nach Abschluss der Landesoberrealschule in Graz und seinem Studium an der Ingenieurschule Altenburg in Weimar ließ sich Weber in Berlin nieder. Von dort wurde er als Soldat eingezogen und dorthin kehrte er nach Kriegsende zunächst wieder zurück. In Berlin kam er in Kontakt mit dem Künstlerkreis um Herwarth Walden, dem einflussreichen Herausgeber der Zeitschrift Der Sturm, in dem die Künstler der Avantgarde vorgestellt bzw. publiziert wurden. 
Anfang der 1920er Jahre ging er für ein Studium der Malerei nach München und anschließend nach Graz, wo er bei Daniel Pauluzzi, Wilhelm Thöny und Alfred Wickenburg studierte. Seit 1926 war er Mitglied der Sezession Graz. Zwischen 1934 und 1936 hielt er sich zu Studienzwecken in Paris auf, wo er die Académie de la Grande Chaumière besuchte und u. a. Robert Delaunay und Fernand Léger kennenlernte, von denen sein künstlerisches Werk stark beeinflusst wurde. 1936 ging er nach Spanien, kehrte aber nach Ausbruch des Spanischen Bürgerkriegs über Italien wieder nach Deutschland zurück. Von 1941 bis 1943 schrieb er sich für das Fach Bühnenbildnerei an der Wiener Akademie ein. Ab 1945 war er  Lehrbeauftragter für künstlerische Gestaltung an der Technischen Hochschule Graz. 
Webers Frühwerk war seit seinem Pariser Aufenthalt stark von der Farben- und Formenlehre Delaunays beeinflusst, während die Arbeiten, die nach dem Krieg entstanden sind, eher dem Informel zuzuordnen sind.

## Auszeichnungen
- 1932 Österreichischer Staatspreis
- 1955 Kunstmedaille der Stadt Graz

## Ausstellungen
- 1900: Eröffnungsausstellung in seinem Geburtshaus und nach ihm benannten Kulturzentrum Weberhaus Weiz
- 1993: Retrospektive im Künstlerhaus Graz